# Nolan Smith (giocatore di football americano)
Nolan Sental Smith (Savannah, 18 gennaio 2001) è un giocatore di football americano statunitense che milita nel ruolo di outside linebacker per i Philadelphia Eagles della National Football League (NFL).

## Carriera universitaria
Smith disputò 11 partite nella sua prima stagione a Georgia, facendo registrare 18 tackle e 2,5 sack. Nella prima partita contro Murray State mise a segno 1,5 sack e 3 placcaggi.
Nel 2020 Smith disputò tutte le 10 gare della stagione regolare, terminando con 22 tackle e 2,5 sack. La prima partita come titolare la giocò contro Tennessee, facendo registrare un solo placcaggio. Nella prima partita contro Arkansas ebbe 6 tackle e 1.5 sack.
Nel 2021 Smith disputò 11 partite. Nella gara contro South Carolina fece registrare un primato personale di 8 tackle e forzò un fumble. Contro Vanderbilt fu nominato capitano. Contro i rivali di Florida forzò un fumble e mise a segno il suo primo intercetto nell'arco di 39 secondi. Contro Missouri bloccò un punt che diede luogo a una safety. Chiuse la stagione con 40 tackle, 1,5 sack, 2 fumble forzati e un intercetto. I Bulldogs vinsero il campionato NCAA e Smith annunciò che avrebbe fatto ritorno per la sua ultima stagione, invece di dichiararsi eleggibile per il Draft NFL 2022.
Il 29 ottobre 2022 Smith uscì dalla gara contro Florida a causa di un infortunio a un muscolo del petto, terminando in anticipo la sua stagione. Chiuse con 7 tackle e 3 sack.

## Carriera professionistica
Smith corse un tempo di 4.39 sulle 40 yard alla NFL Scouting Combine, rendendolo il secondo più veloce defensive lineman dal 2003 dopo Amaré Barno (2022). Malgrado una stazza non ideale, grazie alle doti fisiche messe in mostra era considerato una scelta del primo giro nel Draft NFL 2023. Il 27 aprile fu chiamato come trentesimo assoluto dai Philadelphia Eagles. Debuttó come professionista subentrando nella gara del primo turno vinta contro i New England Patriots mettendo a segno un placcaggio. Nella gara della settimana 7 fece registrare il suo primo sack ai danni di Tua Tagovailoa dei Miami Dolphins. La sua stagione da rookie si chiuse con 18 tackle e un sack disputando tutte le 17 partite, nessuna delle quali come titolare.
Nella settimana 15 della stagione 2024, Smith mise a segno 4 placcaggi, un sack, un passaggio e guidò la squadra con 4 pressioni sul quarterback nella vittoria sui Pittsburgh Steelers.

## Palmarès
- Super Bowl : 1

Philadelphia Eagles: LIX
- National Football Conference Championship:1

Philadelphia Eagles: 2024